# Ivana Kolínská
Ivana Kolínská (nacida el 20 de octubre de 1950 en Praga) es una exjugadora de baloncesto checoslovaca. Consiguió 3 medallas en competiciones oficiales con Checoslovaquia.